# انفورتومب ودوتین
اِنفورتومَـب وِدوتین (انگلیسی: Enfortumab vedotin) یک ترکیب «دارو-پادتن» است که برای درمان سرطان‌هایی که حاوی پروتئین نکتین-۴ هستند، به‌کار می‌رود. اِنفورتومب اشاره به بخش پادتن مونوکلونال و وِدوتین اشاره به بخش دارویی این ترکیب شیمیایی و متصل‌کننده‌اش دارد.
شایع‌ترین عوارض جانبی این ترکیب دارویی، خستگی، نوروپاتی محیطی (آسیب عصبی که منجر به بی‌حسی و گزگز می‌شود)، کاهش اشتها، راش، ریزش مو، تهوع، تغییر درک مزه‌ها، اسهال، خشکی چشم، خارش و خشکی پوست است.
بخش پادتن این دارو توسط دانشمندان «اَیجنسیس» (از زیرمجموعه‌های استلاس) با استفاده از دِگرموش‌ها و بخش متصل‌کننده که سم را به پادتن می‌چسباند توسط شرکت «سیاتل جینتیکس» ساخته شد. سازمان غذا و داروی آمریکا این ترکیب دارو-پادتن را اولین گونه در نوع خود می‌داند.
نتایج فاز ۱ کارآزمایی بالینی در سال ۲۰۱۶ منتشر شد. در دسامبر ۲۰۱۹ میلادی، این دارو جهت درمان سرطان یوروتلیال پیشرفتهٔ موضعی یا متاستازداده که پیشتر با بازدارنده‌های PD-1 یا PD-L1 به علاوهٔ شیمی‌درمانی مبتنی بر پلاتین درمان شده بودند، مورد پذیرش واقع شد. میزان پاسخ کلی درمان (ORR) ۴۴ ٪ بود که ۱۲٪ پاسخ کامل و ۳۲٪ پاسخ نسبی داشتند. مدت میانگین پاسخ به درمان نیز ۷٫۶ ماه بود.